# Maitreya Instituut
Het Maitreya Instituut is een Tibetaans-boeddhistische organisatie met twee centra; één in Loenen en één in Amsterdam. Men kan hier cursussen volgen in boeddhistische filosofie en meditatie. Het instituut volgt de gelugtraditie, waartoe ook de dalai lama behoort. In Loenen woont een gekwalificeerde Tibetaanse leraar (Geshe) die hier ook lesgeeft. Daarnaast wordt lesgegeven en meditaties begeleid door ervaren studenten, voornamelijk monniken en nonnen. In Amsterdam worden veel lessen en meditaties in het Engels gegeven. In Loenen is overnachten mogelijk, zodat hier vaak langere cursussen en retraites worden georganiseerd, van weekends tot meerdere weken.
Het Maitreya Instituut is gelieerd met de wereldwijde organisatie Foundation for the Preservation of the Mahayana Tradition (FPMT).
Een vergelijkbaar instituut in het Nederlands taalgebied is het Tibetaans Instituut in België, dat ook een vestiging heeft in Zeeuws-Vlaanderen. Verder bestaat er nog het Tibetaanse klooster Karma Deleg Chö Phel Ling in Hantum, Friesland.